# Kirsty Hawkshaw
Kirsty Hawkshaw (Londres, 26 de Outubro de 1969) é uma cantora, compositora, e produtora britânica de música eletrônica.
Hawkshaw ganhou fama nos anos 1990 como vocalista da banda Opus III. Outros trabalhos incluem colaborações com grandes nomes da dance music, tais como Tiësto, BT, Delerium, Fragma, Hybrid, entre outros.
A artista é filha do compositor britânico Alan Hawkshaw.